# 5. мај
5. мај (05.05) је 125. дан у години по грегоријанском календару (126. у преступној години). До краја године има још 240 дана.

## Догађаји
- 533 — У византијској престоници Константинопољу почео Пети васељенски сабор.
- 1260 — Кублај-кан постаје владар Монголског царства.
- 1789 — Почело је заседање Скупштине државних сталежа у Француској први пут после 175 година.
- 1855 — Црногорски кнез Данило I Петровић донео Општи земаљски законик, у који су унете имовинске и пореске реформе.
- 1860 — Италијански револуционар Ђузепе Гарибалди са својих 1.000 црвенокошуљаша испловио из Ђенове према Сицилији, коју је освојио крајем јула.
- 1904 — На брду Волујица код Бара постављена радио-телеграфска станица Марконијевог система, прва на Балкану.
- 1930 — Британске власти у Индији ухапсиле Махатму Гандија због његове кампање грађанске непослушности.
- 1936 — Италијанске трупе под командом фелдмаршала Пјетра Бадоља окупирале Адис Абебу, престоницу Етиопије.
- 1941 — У ослобођену Адис Абебу, главни град Етиопије, ушао цар те земље Хаиле Селасије I.
- 1945 — Совјетске трупе у Другом светском рату ушле у место Пенеминде, одакле су Немци испаљивали ракете "V-1" и "V-2". Трупе САД ослободиле нацистички концентрациони логор Маутхаузен-Гусен.
- 1954 — Генерал Алфредо Стреснер војним ударом оборио председника Парагваја Федерика Чавеса, почевши тако тридесетчетворогодишњу диктатуру.
- 1955 — Одлуком савезника Савезна Република Немачка поново стекла суверенитет.
- 1961 — Из Кејп Канаверала лансиран космички брод "Меркјури", прва космичка летелица САД с људском посадом, којим је управљао Ален Шепард.
- 1978 — Терористичка организација "Црвене бригаде" саопштила да је убила бившег премијера Италије Алда Мора, отетог у марту 1978. Његово тело нађено два дана касније у једном аутомобилу у центру Рима.
- 1981 — Боби Сендс, први од 10 припадника ИРА, умро у затвору "Мејз" у Северној Ирској од последица штрајка глађу.
- 1996 — У присуству шпанског краља Хуана Карлоса, конзервативни лидер, нови премијер Хосе Марија Аснар, положио заклетву, после 13 година владавине социјалиста.
- 1999 — Индонезија и Португал потписали документ којим је призната независност Источног Тимора.
- 2001 — Припадници побуњеничке групе "Унита" у Анголи киднаповали 51 дечака и 9 девојчица из интерната за ратну сирочад изван Каксита, североисточно од Луанде. Погинуло око 200 цивила.
- 2003 — Хашки трибунал подигао оптужницу против бившег начелника Државне безбедности Србије Јовице Станишића и бившег команданта Јединице за специјалне операције Франка Симатовића, којом се терете за учешће у заједничком злочиначком подухвату уклањања несрба у Хрватској и Босни и Херцеговони, од 1991. до 1995. Ухапшени 13. марта у полицијској акцији "Сабља" а после подизања оптужнице изручени суду у Хагу.
- 2003 - Руанда ослободила више од 22.000 затвореника, углавном умешаних у масакр који је 1994. починила Хутска милиција, када је убијено око 800.000 етничких Тутсија и умерених Хутуа. У затвору остало око 80.000 људи, где већина чека суђење
- 2006 - Угашен је Трећи канал Радио-Телевизије Србије (РТС 3К)
- 2023 - У пуцњави која се догодила у селима Дубона и Шепшин у околини београдске општине Младеновац, односно у селу Мало Орашје у околини Смедерева, убијено је осморо људи док је четрнаесторо повређено.

## Рођења
- 1747 — Леополд II, цар Светог римског царства. (прем. 1792)[1]
- 1813 — Серен Кјеркегор, дански филозоф, теолог и песник, познат као зачетник филозофије егзистенцијализма. (прем. 1855)[2]
- 1818 — Карл Маркс, немачки филозоф, политички економиста, историчар, новинар, социолог, критичар капитализма и теоретичар социјалистичке мисли. (прем. 1883)[3]
- 1846 — Хенрик Сјенкјевич, пољски новинар и писац, добитник Нобелове награде за књижевност (1905). (прем. 1916)[4]
- 1883 — Петар Коњовић, српски композитор. (прем. 1970)[5]
- 1921 — Артур Ленард Шолоу, амерички физичар, добитник Нобелове награде за физику (1981). (прем. 1999)[6]
- 1939 — Јован Зебић, српски политичар и економиста. (прем. 2007)
- 1940 — Ленс Хенриксен, амерички глумац и уметник.[7]
- 1943 — Мајкл Пејлин, енглески глумац, комичар, сценариста, редитељ,и писац.
- 1944 — Џон Рис Дејвис, велшки глумац.[8]
- 1945 — Часлав Оцић, српски макроекономиста, универзитетски професор у пензији и редовни члан Српске академије наука и уметности.[9]
- 1947 — Војкан Борисављевић, српски композитор и диригент. (прем. 2021)[10]
- 1957 — Ричард Е. Грант, енглески глумац.[11]
- 1960 — Светислав Буле Гонцић, српски глумац.[12]
- 1961 — Александар Аца Илић, српски певач.[13]
- 1963 — Џејмс Лабри, канадски музичар, најпознатији као певач групе Dream Theater.[14]
- 1970 — Зорана Михајловић, српска политичарка и економисткиња.
- 1975 — Мина Костић, српска певачица.[15]
- 1981 — Крејг Дејвид, енглески музичар, ди-џеј и музички продуцент.[16]
- 1984 — Јелена Пудар, српска певачица, најпознатија као чланица групе Неверне бебе.[17]
- 1988 — Адел, енглеска музичарка.[18]
- 1988 — Фатос Бећирај, црногорски фудбалер.[19]
- 1989 — Крис Браун, амерички певач, плесач и глумац.[20]
- 1989 — Фран Пилепић, хрватски кошаркаш.[21]
- 1989 — Секу Саного, фудбалер из Обале Слоноваче.[22]
- 1992 — Горан Чаушић, српски фудбалер.[23]
- 1993 — Амануел Диреса, канадски кошаркаш.[24]
- 1997 — Дарко Тодоровић, босанскохерцеговачки фудбалер.[25]
- 1998 — Арина Сабаленка, белоруска тенисерка.[26]
- 2003 — Карлос Алкараз, шпански тенисер.[27]

## Смрти
- 311 — Галерије, римски цар (рођ. отприлике 250)
- 1705 — Леополд I, римско-немачки цар. (рођ. 1640)[28]
- 1821 — Наполеон I Бонапарта, француски цар. (рођ. 1769).[29]
- 1977 — Лудвиг Ерхард, немачки државник и економиста.[30] (рођ. 1897)
- 1992 — Жан-Клод Паскал, француски шлагер певач и победник на песми Евровизије 1961. године. (рођ. 1927).[31]
- 1993 — Ирвинг Хоу, амерички писац и интелектуалац.[32] (рођ. 1920)
- 1995 — Михаил Ботвиник, руски шаховски велемајстор.[33] (рођ. 1911)
- 2003 — Валтер Сисулу, један од ветерана у борби против белаца у Јужној Африци.[34] (рођ. 1912)

## Празници и дани сећања
- Српска православна црква слави:
  - Преподобног Теодора Сикеота
  - Светог мученика Леонида
  - Преподобног монаха Виталија
  - Свештеномученика Платона Бањалучког
- Потке, Горанци обележавају овај дан који претходи њиховом великом празнику Ђурену (Ђурђевдан):